# El Farallón
El Farallón är en ort i Mexiko.   Den ligger i kommunen Actopan och delstaten Veracruz, i den sydöstra delen av landet, 290 km öster om huvudstaden Mexico City. El Farallón ligger 30 meter över havet och antalet invånare är 763.
Terrängen runt El Farallón är kuperad västerut, men åt sydost är den platt. Havet är nära El Farallón åt nordost.  Närmaste större samhälle är Palma Sola, 15,1 km norr om El Farallón. 